# 手机 (2003年小说)
《手机》是中国大陆小说家刘震云的一部长篇小说，2015年5月该作品被翻译成阿拉伯语在埃及、黎巴嫩、摩洛哥和阿尔及利亚四国同步出版，由沙特阿拉伯苏德国王大学中文系主任、汉学家哈塞宁（英語：Hassanein Fahmy Hussein）翻译。

## 内容
主持人严守一的事业如日中天，但是却出现了婚外恋，一次他把手机落在家里，他的妻子余文娟意外发现了他的手机和陌生女子的关系，于是提出离婚。严守一和新女友戏剧学院台词课老师沈雪结婚，不过，严守一再度出现婚外情，和出版社女编辑武月打得火热，让沈雪感到嫉妒和愤恨，严守一的生活也越发痛苦起来。

## 改编作品
2003年，该作品被改编成贺岁电影《手机》，葛优、范冰冰、徐帆、张国立主演，导演冯小刚。
2009年，该作品被改编成电视剧《手机》，王志文、陈道明等主演。